# 19 fete și un marinar
19 fete și un marinar (titlul original: în sârbă Devetnaest djevojaka i jedan mornar) este un film dramatic de război iugoslav, realizat în 1971 de regizorul Milutin Kosovac, protagoniști fiind actorii Jane Birkin, Serge Gainsbourg, Špela Rozin și Dina Rutić. 

## Conținut
Acțiunea are loc în timpul celui de-al Doilea Război Mondial în munții Iugoslaviei. O mică unitate de partizani formată exclusiv din femei este însărcinată cu îngrijirea răniților, care trebuie duși în siguranță. Protagonistul, interpretat de celebrul cântăreț și compozitor francez Serge Gainsbourg, este singurul bărbat care le ajută să finalizeze sarcina, dar și să descopere un posibil trădător în rândurile lor. 

## Distribuție
- Jane Birkin – Milja
- Serge Gainsbourg – Mornar
- Špela Rozin – Irena
- Dina Rutić – Minka
- Miloš Kandić – Đuro
- Mira Nikolić – Nisveta
- Suada Kapić – Danica
- Saša Mandić – Maja
- Demeter Bitenc – maiorul Huffnagel
- Ljiljana Peroš – Stanka
- Ana Blekić – o asistentă
- Zdenka Bradić – o asistentă
- Milan Srdoč – un țăran
- Petar Spajić Suljo – Starješina sela
- Gizela Vuković – o țărancă
- Tana Mascarelli – o țărancă
- Zlata Raičević – țăranca cu doi copii